# Hampi
Hampi (kannadsky ಹಂಪೆ Hampe) je indická vesnice ve státě Karnátaka. Leží na ruinách města Vidžajanagar na jižním břehu řeky Tungabhadry a v minulosti bylo hlavním městem Vidžajanagárské říše. Okolo roku 1500 měl Vidžajanagar přibližně půl miliónu obyvatel a byl jedním z nejlidnatějších měst světa, s populací rovnou více než dvojnásobku města Paříže, nejlidnatějšího města tehdejší Evropy .
Vesnice je známá především díky zdejším památkám, z nichž patří k nejznámějším chrám Virupákša.
Pro svou historickou hodnotu byla zdejší oblast s památkami v roce 1986 přijata na Seznam světového dědictví UNESCO.

## Etymologie
Jméno Vidžajanagar („Vítězné město“) je složeno ze dvou slov: vidžaja (vítězství) a nagara (město).
Jméno Hampi – poangličtěná verze kannadského názvu Hampe – je pak odvozeno od jména Pampa, což je starý název pro řeku Tungabhadra. Jedna z legend popisuje místní bohyni Pampu, která si vzala Virupákšu (jednu z forem boha Šivy) na pahorku Hemakuta a později byla považována za jednu z inkarnací bohyně Párvatí.

## Historie
Současné vykopávky datují nejstarší osídlení do doby 3. století př. n. l. až po 2 tisíciletí př. n. l. z více než 700 míst. To se považuje za důkaz, že oblast byla hustě zalidněna již před vytvořením Vidžajanagárské říše
Nejstarší části svatyně Virupaksha-Pampa jsou z doby před založením hlavního města. Do 9. a 10 st. n. l. jsou datovány nápisy vztahující se k Šivovi. Důkazy naznačují že k určitým stavební úpravy byly provedeny během období Chalukya a Hoysala.
S založením Vidžajanagárské říše došlo k rychlému rozvoji města vzniklého okolo chrámu Virupákša.
Vidžajanagar se stal hlavním městem říše za krále Bukka Raya I. z dynastie Sangama okolo roku 1370, kdy přesunul původní hlavní město z blízkého Anegondi.
Základní důvod založení Vidžajanagaru byl obranný k zastavení muslimské invaze ze strany Dekánských sultanátů. Město samotné bylo pevnost a jako takové bylo plánováno. Bylo postavené z masivního kamene a hliněných valů s pevnostmi a se strážními věžemi na okolních kopcích. Hlavní přístupové cesty k městskému centru byly 30 až 60 metrů široké a byly sledovány z pozorovány z věží a opevněných bašt.
Město se rychle rozrůstá a z poznámek perského cestovatele Abdur Razzaka , který navštívil Vidžajanagar v 1440 n. l. se odhaduje, území metropole se rozkládalo na ploše 540 km² a vlastní centrum, které zahrnovalo hlavní administrativní, náboženské a královské budovy na 40 km². Abdur Razzak zmiňuje 6 linií opevnění před branami královského paláce. Benátský cestovatel a obchodník Niccolò de' Conti napsal, že obvod hradeb města byl 60 mil. Z průzkumu a vykopávek se odhaduje že opevněná plocha města pokrývala 650 km² 
V roce 1565 po porážce vidžajanagarských vojsk v bitvě u Talikoty proti alianci vojsk Dekánských sultanátů je město dobyto a během několika měsíců zničeno.

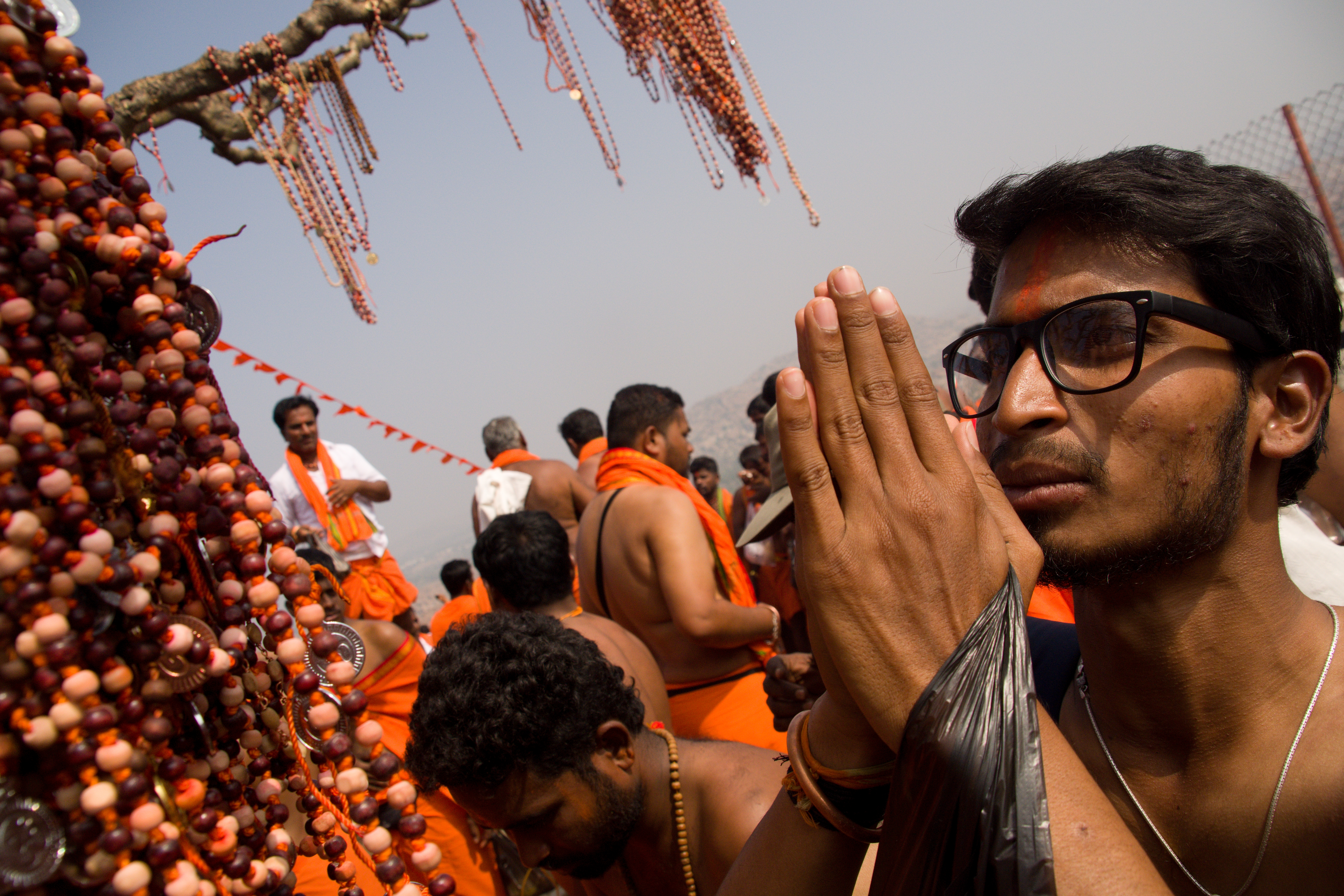
Poutníci putující k údajnému rodnému místu boha Hanumana v Hampi (Indie, stát Karnataka)

## Galerie

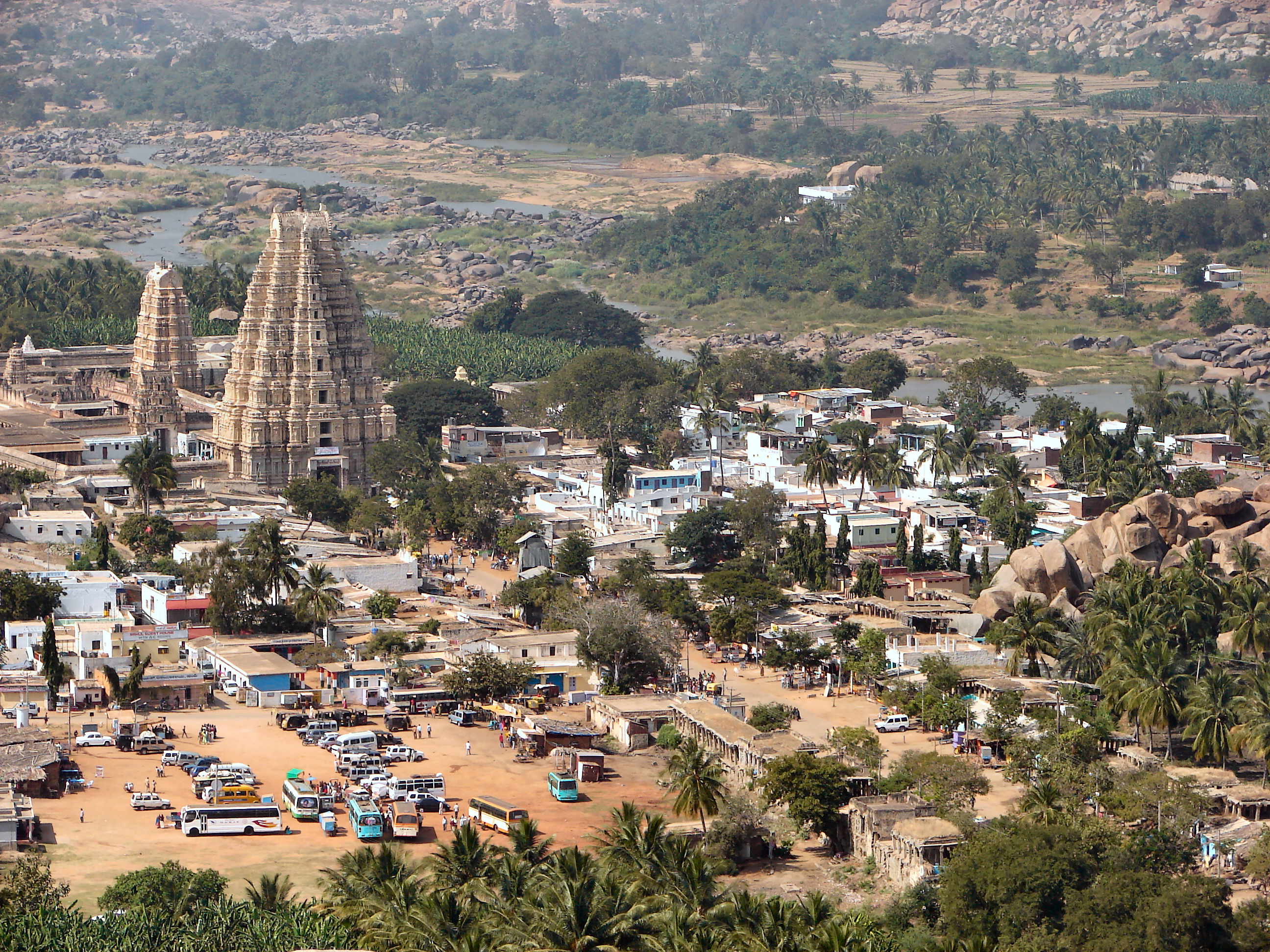
Staré a moderní Hampi
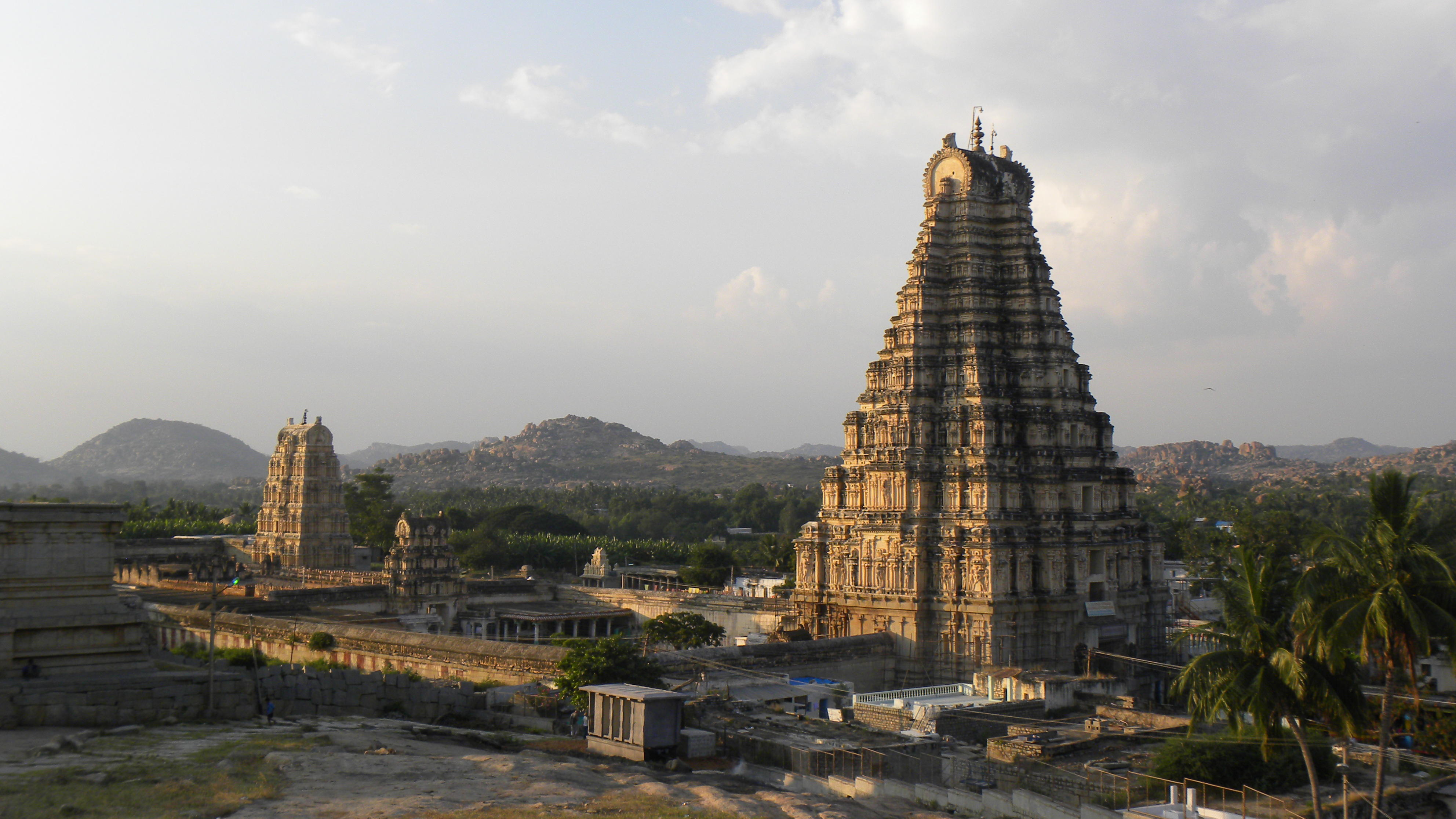
Chrám Virupákša
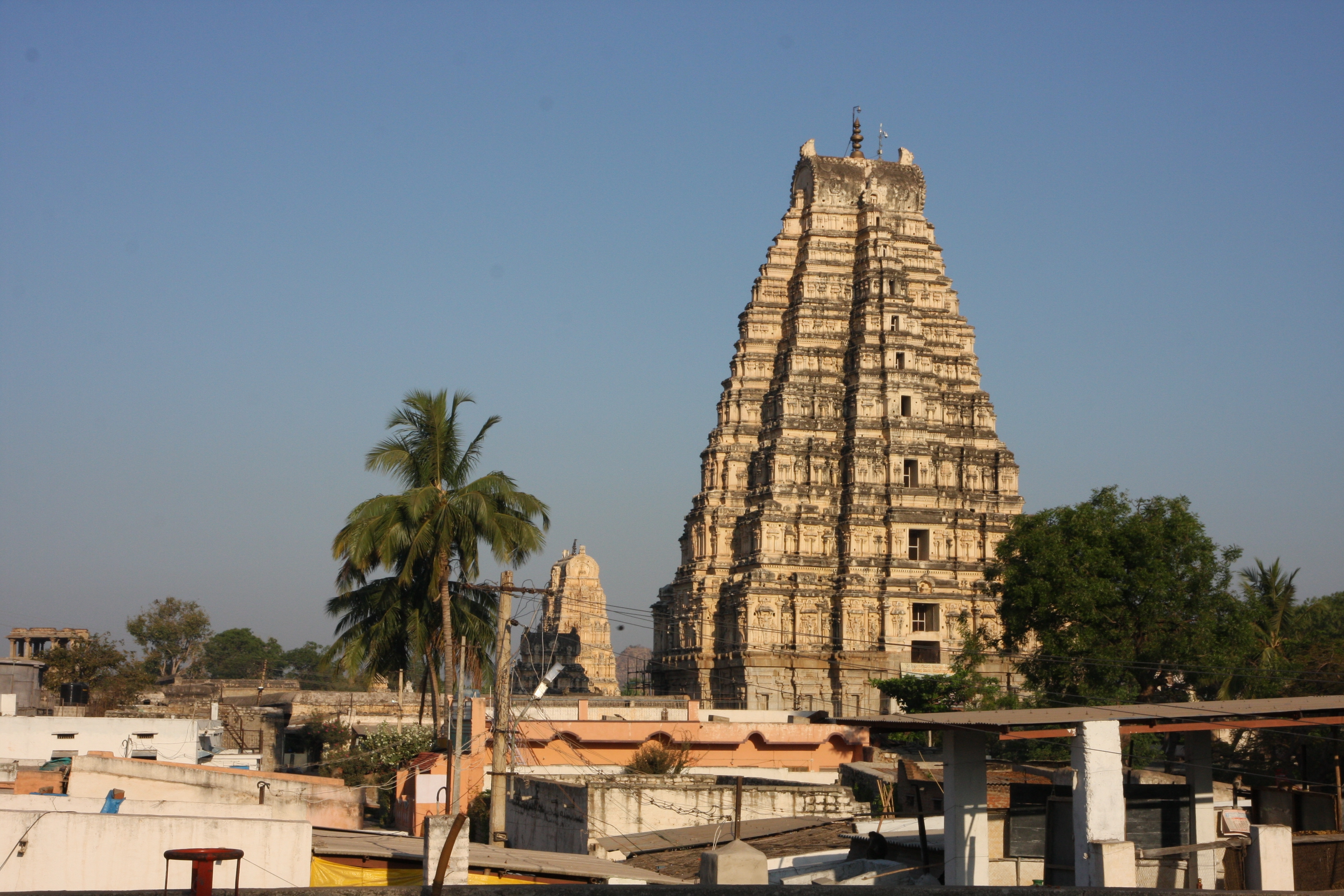
Chrám Virupákša
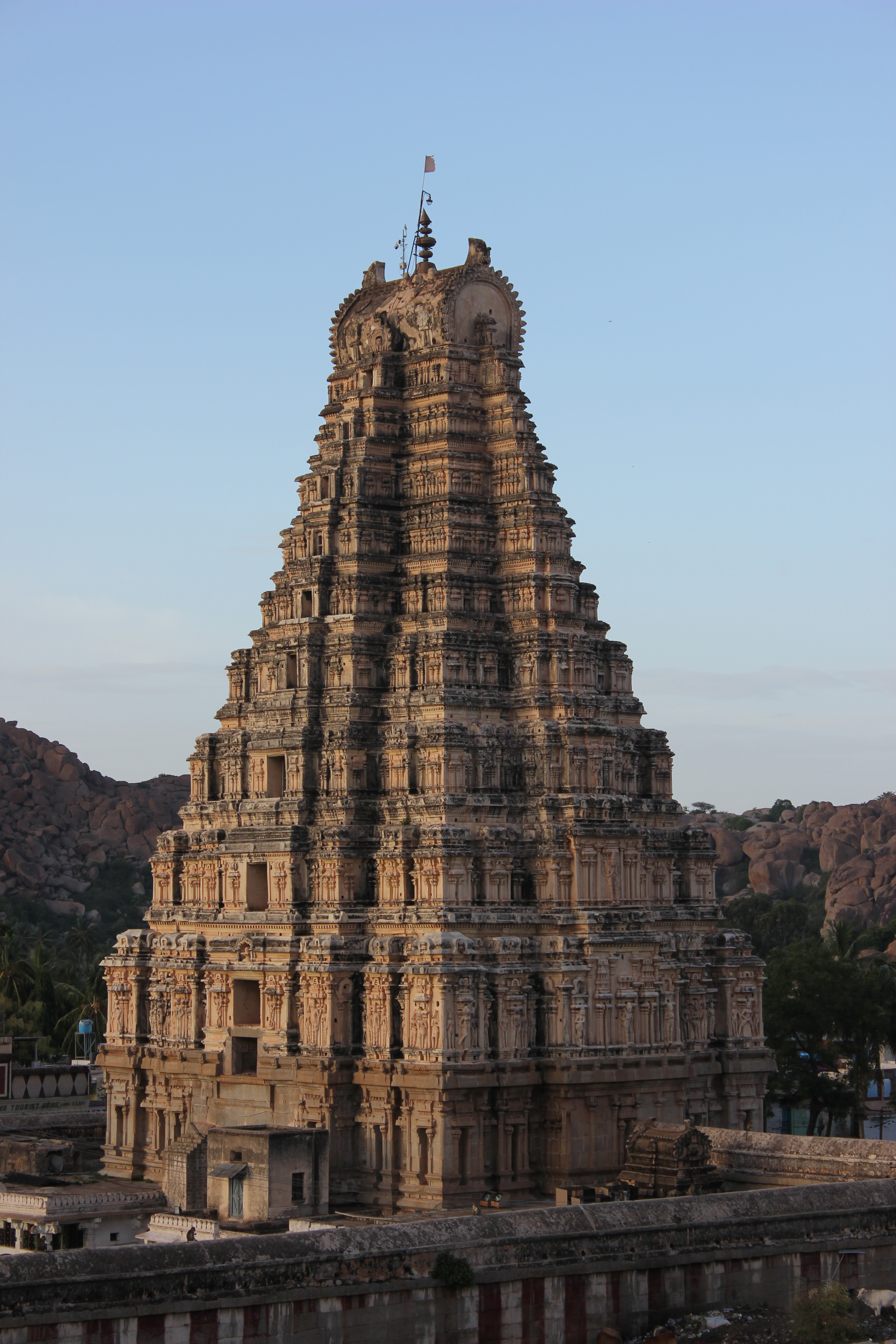
Gópura chrámu Virupákša z pahorku Hemakuta
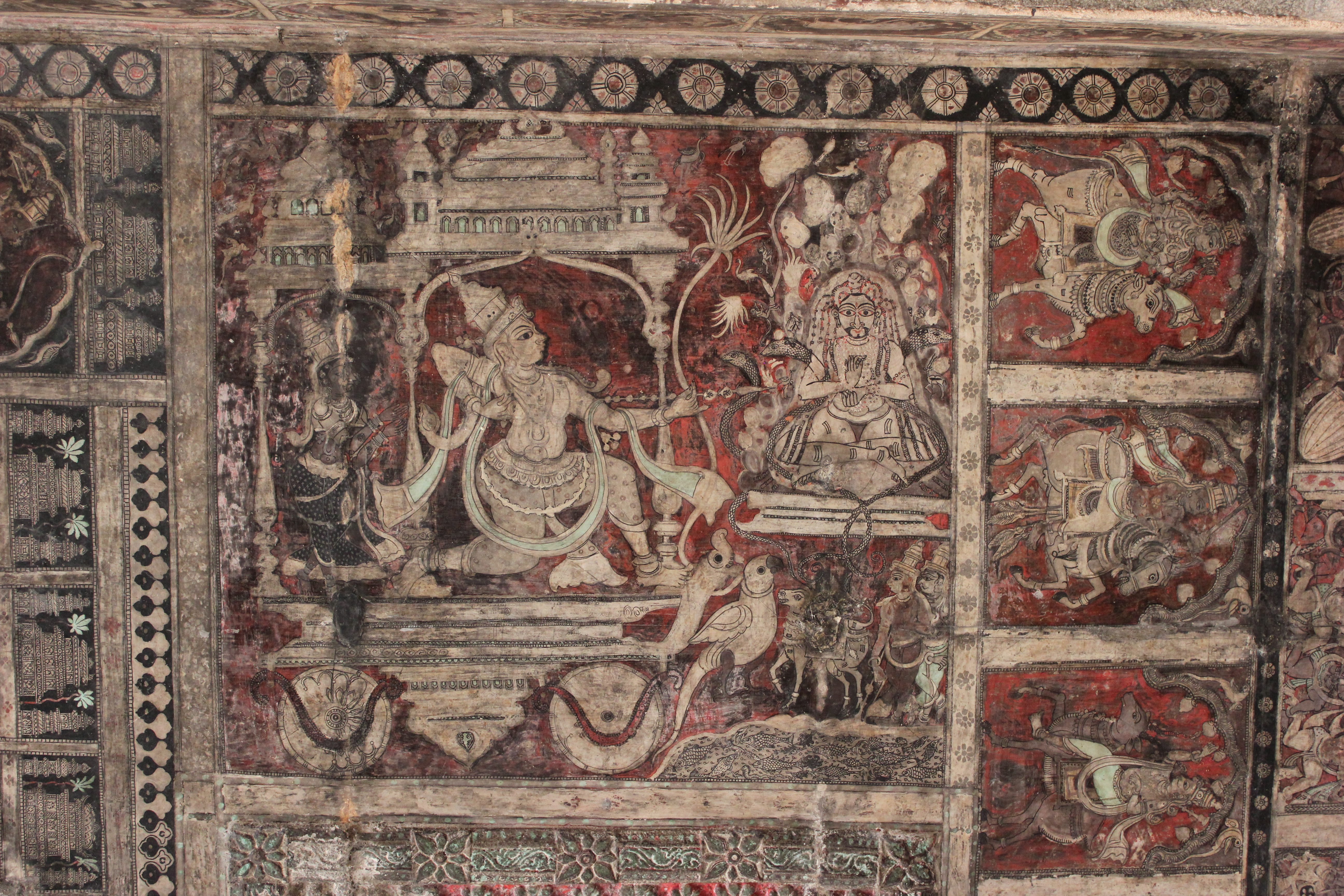
Nástěnné stropní malby v chrámu Virupákša znázorňující výjevy z hindské mytologie
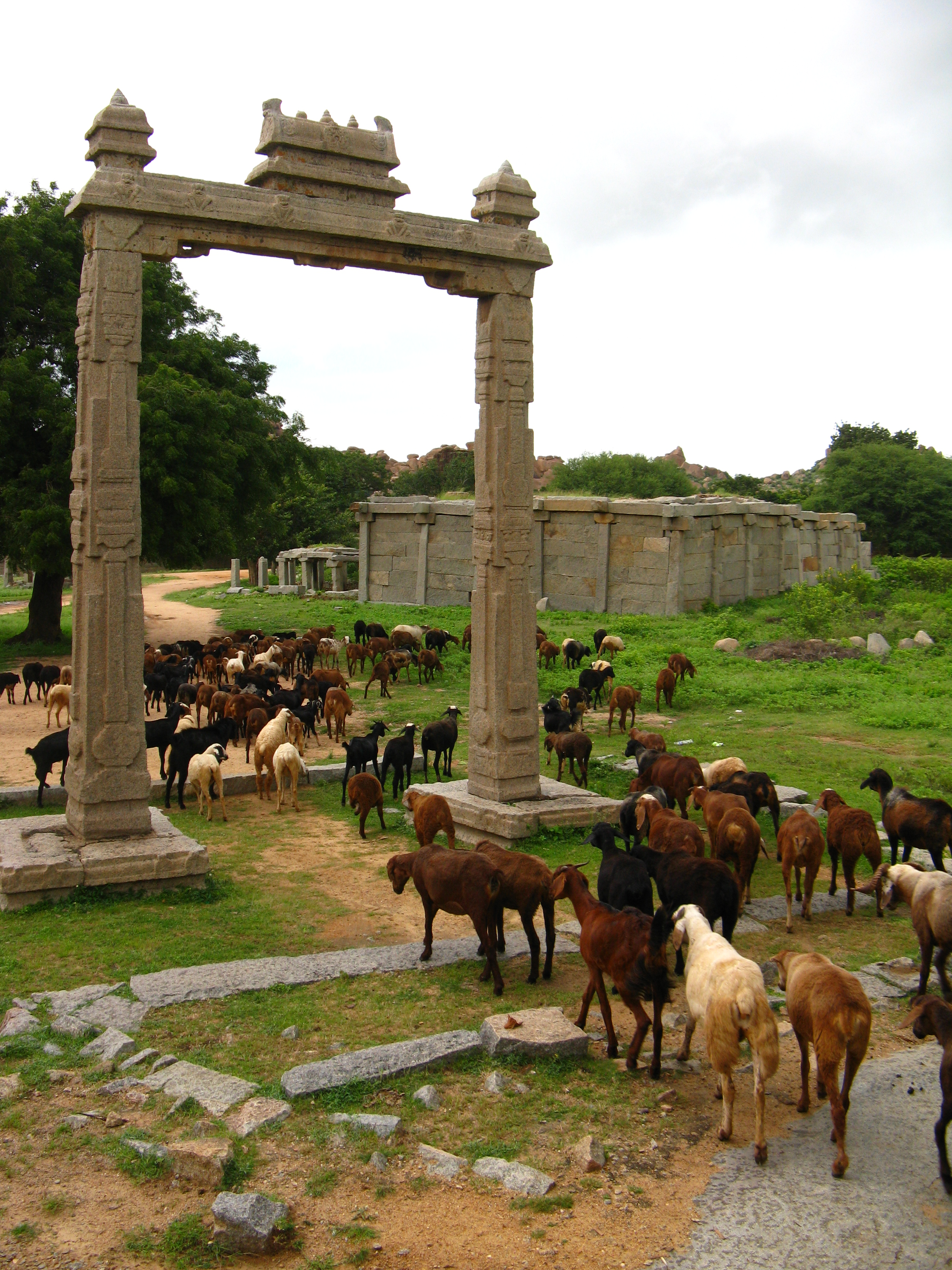
Ruiny žulové ceremoniální brány Kings Balance
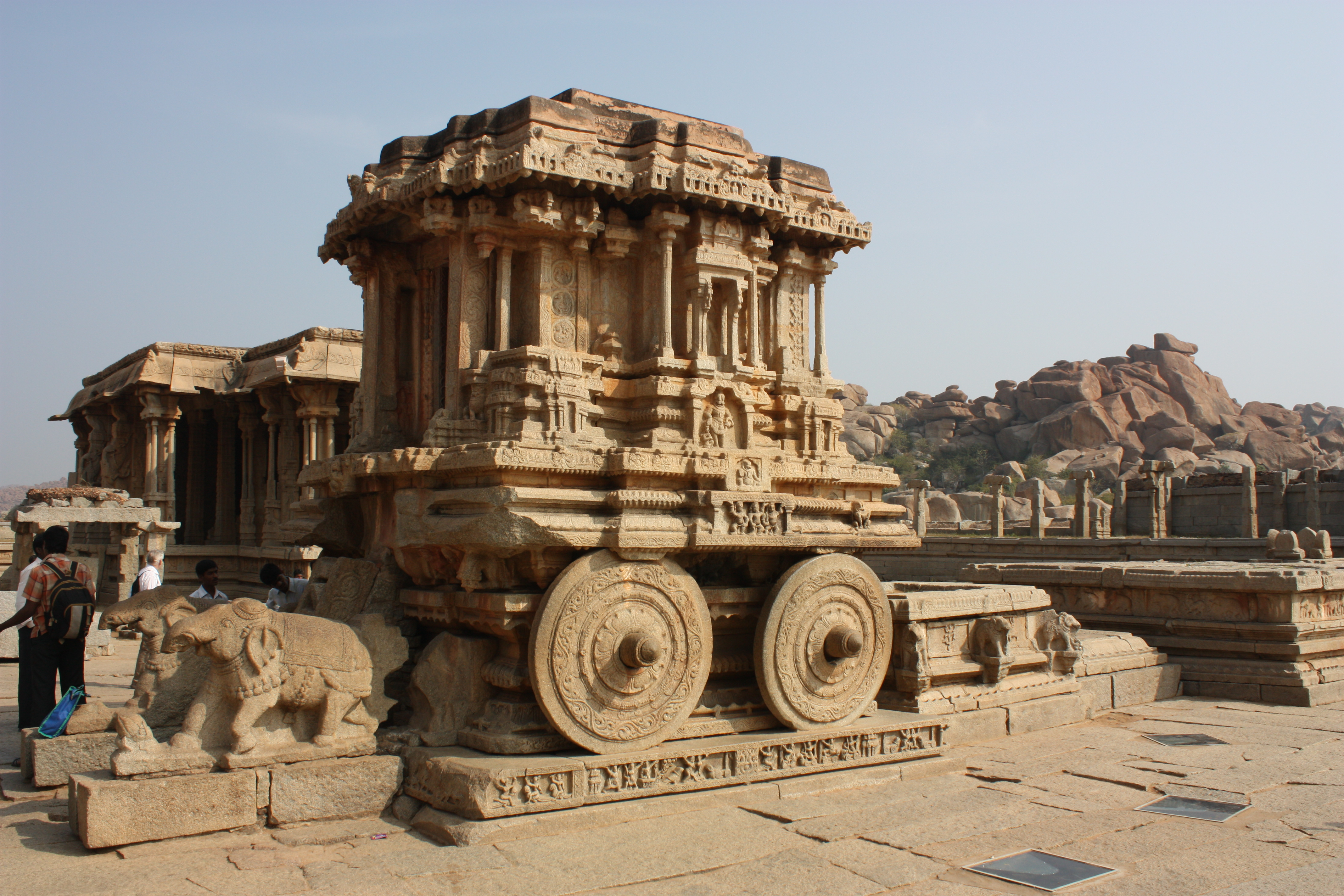
Kamenný vůz Kallina Ratha v chrámu Vittala
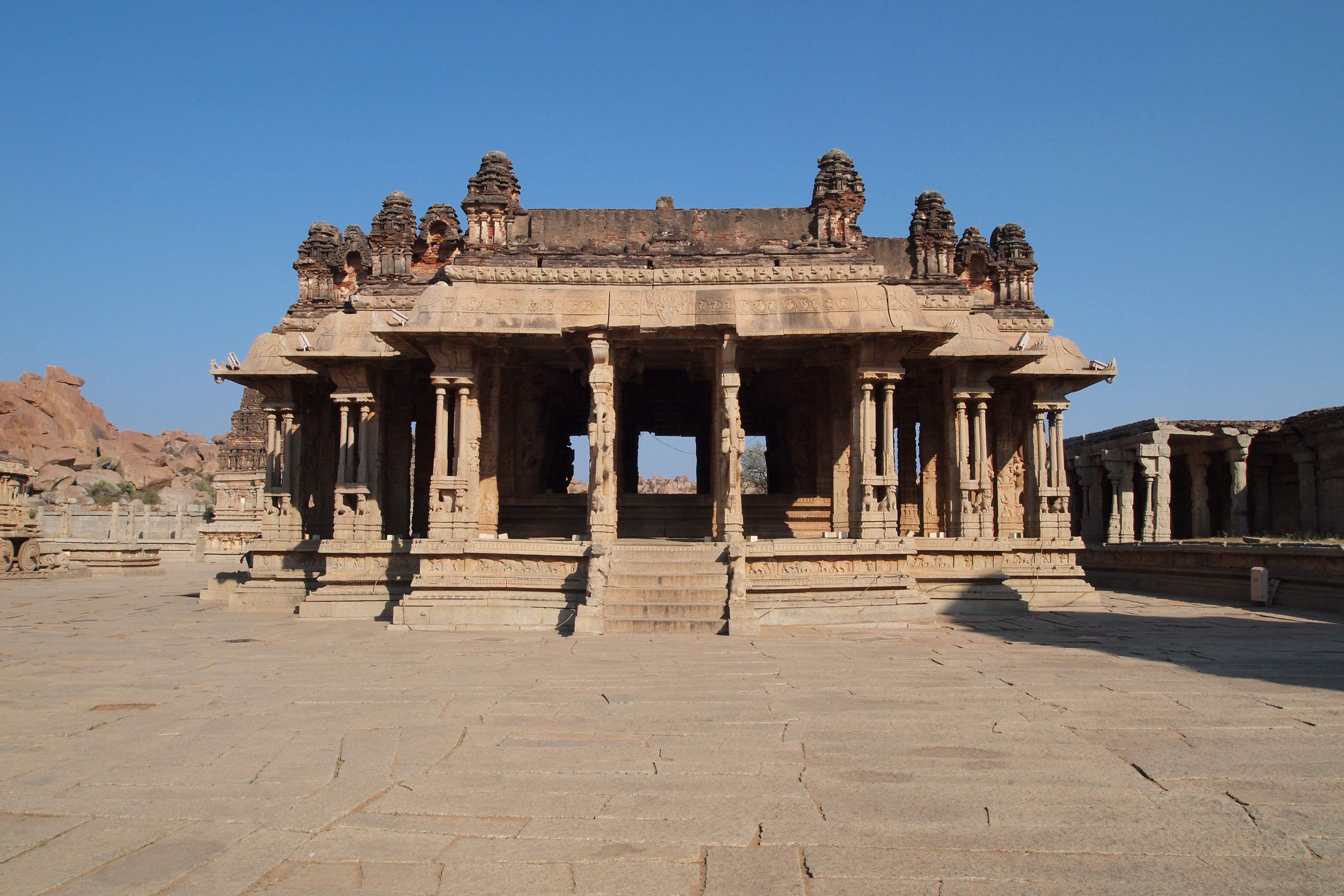
Malá mantapa v chrámu Vitalla
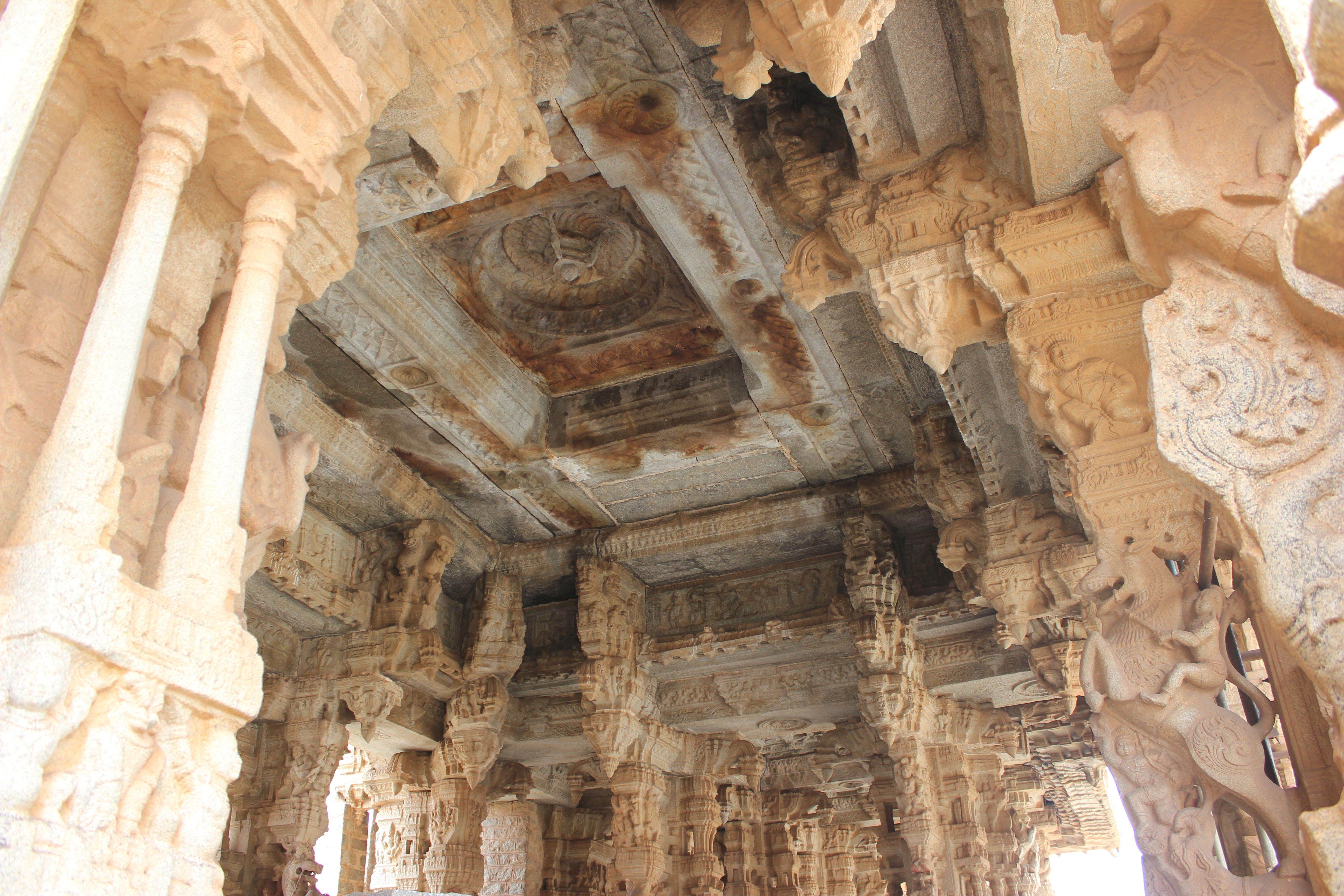
Strop hlavní mantapy v chrámu Vitalla
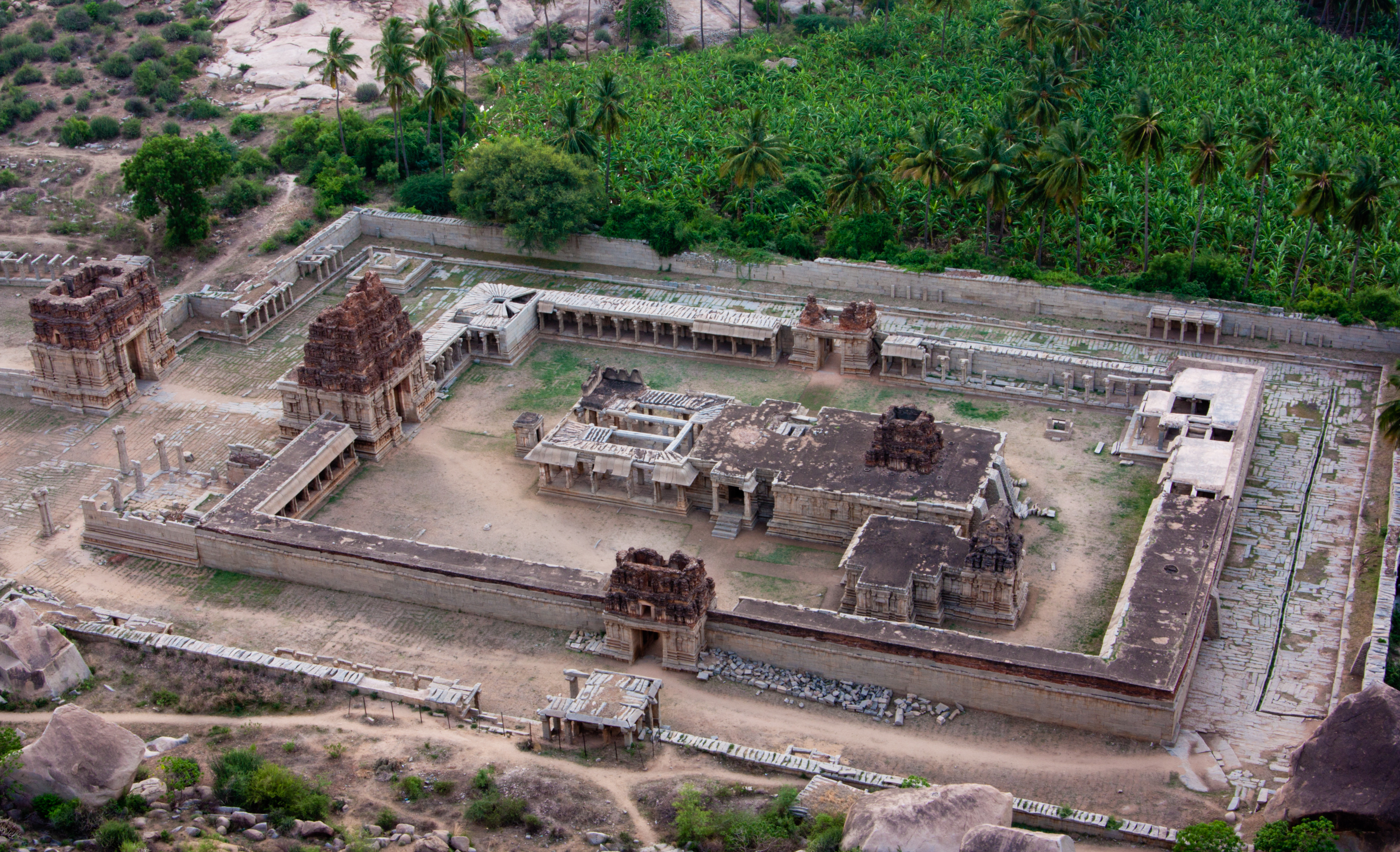
Pohled na chrám Achyutaraya z vrcholu pahorku Hemakuta